# Plasticland

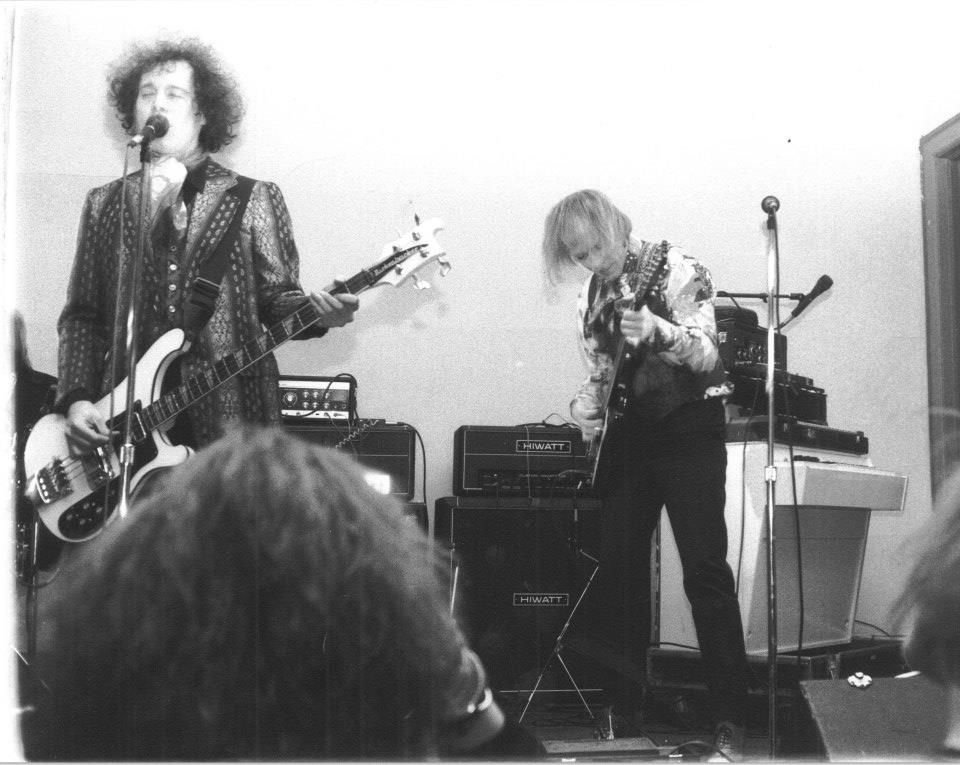
John Frankovic (à gauche) et Glenn Rehse (à droite) lors d'un concert de Plasticland en novembre 1987.

Plasticland est un groupe de rock américain originaire de Milwaukee formé en 1980 et resté en activité jusque 1990. Le style de musique rapproche ce groupe du garage rock et du rock néo-psychédélique.

## Membres[1]
- Glen Rehse : chanteur et claviériste ;
- Don Mullen : guitariste ;
- John Frankovic : bassiste ;
- Rob McCuen : batteur.

## Albums
- Color Appreciation (Lolita) - (1984)
- Plasticland (Enigma) - (1985)
- Wonder Wonderful Wonderland (Pink Dust) - (1985)
- Salon (Pink Dust) - (1987)
- You Need a Fairy Godmother (Midnight) - (Live LP with Twink of Pretty Things/Pink Fairies fame) - (1989)
- Confetti (Midnight) - Live LP (1990)